# Fritz Grasenick
Fritz Grasenick (* 29. September 1916 in Graz, Österreich; † 28. Februar 2003 ebenda) war ein österreichischer Chemiker und international anerkannter Experte auf dem Gebiet der Elektronenmikroskopie. 

## Studium
Fritz Grasenick studierte an der Technischen Hochschule in Graz und schloss das Studium der Technischen Chemie 1938 ab. Die Arbeit an seiner Dissertation begann er an der Universität Heidelberg. Fritz Grasenick musste zu den Fallschirmjägern einrücken und kehrte anschließend als Assistent an die Technische Hochschule Graz zurück. Hier schloss er seine Dissertation 1943 erfolgreich ab (Über die magnetische Suszeptibilität von an aktiven Stoffen bei −183 °C adsorbiertem Sauerstoff).
Mit Kriegsende wechselte er in die Privatwirtschaft (Firma Haack in Wien) und wurde später von Professor Gustav Jantsch an die Technische Hochschule Graz zurückgeholt. Seine Aufgabe war der Aufbau einer elektronenmikroskopischen Forschungsstelle am Physikalischen Institut, die 1950–1951 unter seiner Leitung ihre Tätigkeit aufnahm. In diese Zeit fällt auch ein längerer Aufenthalt im Entwicklungslabor von Siemens & Halske in Berlin, wo er nicht nur den neuesten Entwicklungsstand kennenlernte, sondern auch später bedeutsame enge Kontakte zu Pionieren der Elektronenmikroskopie, wie Ernst Ruska, Bodo von Borries und Manfred von Ardenne knüpfen konnte.

## Forschung
Die vorerst als „Einmannbetrieb“ geführte Institution einer „Forschungsstelle für Elektronenmikroskopie“ an der Technischen Hochschule in Graz erfuhr aufgrund des Einsatzes und der Initiative von Fritz Grasenick eine Aufwärtsentwicklung in eine angesehene Institution, die bereits frühzeitig Kooperationen mit der Wirtschaft einging. 1959 etablierte Fritz Grasenick mit Unterstützung des damaligen steirischen Landeshauptmanns Josef Krainer senior den Verein zur Förderung der Elektronenmikroskopie und Feinstrukturforschung. Fritz Grasenick leitete das vom Verein eingerichtete  Zentrum für Elektronenmikroskopie Graz (ZFE) bis zu seiner Pensionierung 1981. Fritz Grasenick war auch langjähriger Institutsleiter der „Forschungsstelle“ und des Forschungsinstitutes für Elektronenmikroskopie und Feinstrukturforschung an der Technischen Universität Graz.
Es gelang Fritz Grasenick mit Unterstützung des Landes Steiermark die Planung und Finanzierung des Baues des neuen Institutsgebäudes in der Steyrergasse 17, das bereits 1965 eröffnet werden konnte. Hier fand das Zentrum für Elektronenmikroskopie Graz bis heute die räumlichen Voraussetzungen für seine weitere Entwicklung. 1972 wurde Fritz Grasenick zum wirklichen Hofrat in Anerkennung seiner wissenschaftlichen Leistungen ernannt.

## Leistungen
Fritz Grasenick war einer der ersten im deutschsprachigen Raum, der das Fachgebiet der Elektronenmikroskopie nicht nur methodisch weiterentwickelte, sondern auch erfolgreich versuchte, die Elektronenmikroskopie für Probleme der angewandten Forschung einzusetzen. Bereits frühzeitig erkannte er die Bedeutung der Probenvorbereitung in der Elektronenmikroskopie und konzentrierte daher seine wissenschaftlichen Arbeiten auf die Entwicklung neuer Präparationsmethoden für verschiedene Materialklassen, die in weiterer Folge breite Anwendungsbereiche in Wissenschaft und Technik erschlossen haben. Fritz Grasenick verwendete weltweit zum ersten Mal das Aufdampfen von dünnen amorphen Kohleschichten in der Elektronenmikroskopie (1952).
Mit wissenschaftlichen und organisatorischen Leistungen hat Fritz Grasenick die Entwicklung der Elektronenmikroskopie wesentlich geprägt und dafür auch europaweit Anerkennung gefunden. Fritz Grasenick war in den Jahren 1978 und 1979 Präsident der Österreichischen Vakuumgesellschaft und Vorsitzender der Österreichischen Gesellschaft für Elektronenmikroskopie (ASEM), die seit 2007 jährlich zur Erinnerung an seine Leistungen den Fritz-Grasenick-Preis für Elektronenmikroskopie verleiht. Jahrelang arbeitete er auch als Vorstandsmitglied an der Weiterentwicklung der kooperativen Forschungsinstitute der österreichischen Wirtschaft (heute: Austrian Cooperative Research, ACR). 
Fritz Grasenick sind zahlreiche Ehrungen und Anerkennungen zuteilgeworden, wie zum Beispiel der Titel Baurat h. c. für hervorragende Leistungen auf technisch-wissenschaftlichem Gebiet.

## Werke (Auswahl)
- F. Grasenick, A. Probst, M. Ratzenhofer: Elektronenmikroskopische Untersuchung krankhafter Verkalkungsherde in menschlichen Gewebe. Monatshefte f. Chemie 83 (1952) 1062–68.
- F. Grasenick, R. Haefer: Zur elektronenmikroskopischen Untersuchung von Oberflächen mit Hilfe von Kohlehüllen. Monatshefte f. Chemie 83 (1952) 1069–82.
- F. Grasenick, H.Waltinger, E. Jakopic: Metal coating of non-conducting materials in scanning electron microscopy. Naturwissenschaften 59 (1969) 413.